# Carrer del Fossat (Amposta)
El carrer del Fossat és un carrer de la vila d'Amposta protegit com a bé cultural d'interès local.

## Descripció
Carrer d'habitatges de caràcter popular. Té planta de rectangle irregular, amb habitatges rectangulars amb planta baixa i 1-2-3 pisos superiors amb teulades inclinades, generalment emblanquinats a cada banda del carrer. S'inicia al carrer del Bonsuccés, amb un pendent que va descendint dibuixant una corba fins a arribar al canal de la Dreta de l'Ebre. Dos elements característics del carrer són, el primer, la gran quantitat de testos amb plantes a banda i banda del carrer i el segon, els grans escuts, d'Amposta i de motius pseudo-heràldics, pintats al paviment.

## Història
El carrer està situat al lloc on s'emplaçava el fossat exterior de l'antic castell d'Amposta. A la part posterior dels habitatges que donen a la contravall entre els dos fossats resten fortificacions de la tercera guerra carlina, construïdes aprofitant alguns carreus d'aparell més antic.
L'estructura fonamental del carrer ja es coneix des de principis de segle xx, però abans de la Guerra Civil no presentava paviment ni aigua corrent, que no arribaren fins a la dècada de 1960.